# 横溝英一
横溝 英一（よこみぞ えいいち、1930年 - 2014年）は、神奈川県出身の絵本作家。
主に電車など乗り物をテーマにした絵本を手掛ける。

## 来歴
1930年、神奈川県に生まれる。武蔵野美術短期大学卒業。テレビ放送局、出版社などの勤務を経て、絵本作家になる。

## 作品
- 『しんかんせんのぞみ700だいさくせん』（小峰書店）
- 『しんかんせんでおいかけろ』（小峰書店）
- 『SLれっしゃだいさくせん』（小峰書店）
- 『ブルートレインほくとせい』（小峰書店）
- 『はしれはやぶさ！ とうほくしんかんせん』（小峰書店）
- 『ゆきぐにれっしゃ だいさくせん』（小峰書店）
- 『はしれ！とうほくしんかんせん』（小峰書店）
- 『ころちゃんとはたらくじどうしゃ』（小峰書店）
- 『ぼくとじょうえつしんかんせん』（小峰書店）
- 『うみねこいわてのたっきゅうびん』（小峰書店）
- 『でんしゃでしりとり はこねにいった』（小峰書店）
- 『かもつれっしゃのワムくん』（小峰書店）- 関根栄一作
- 『はしるはしる とっきゅうれっしゃ』（福音館書店）
- 『チンチンでんしゃの はしるまち』（福音館書店）
- 『やまをこえる てつどう』（福音館書店）
- 『はこねのやまのとざんでんしゃ』（福音館書店）
- 『じてんしゃにのろうよ』（福音館書店）
- 『黒部の谷のトロッコ電車』（福音館書店）
- 『海べをはしる人車鉄道 東海道線のいま、むかし』（福音館書店）
- 『パワーショベルのブルくん』（PHP研究所）
- 『ちかてつのオレンジくん』（PHP研究所）